# Carl Ludvig Douglas
Conte Carl Ludvig Douglas (Stjärnorp, 26 luglio 1908 – Rio de Janeiro, 21 gennaio 1961) è stato un nobile e diplomatico svedese.

## Biografia
Carl Ludvig Douglas nacque nel 1908 a Stjärnorp, primogenito di Archibald e di Astri Henschen (1883-1976). Si laureò in legge nel 1931 e da allora prestò servizio civile a Motala fino al 1933.
Il 3 giugno dello stesso anno entrò come addetto al Ministero degli affari esteri e nel 1934 venne inviato a Parigi. Il 30 ottobre 1935 a Liebenberg sposò Ottora Maria Haas-Heye (1910-2001), figlia di Otto Ludwig. Nello stesso anno lavorò a Helsinki e dal 1936 ricoprì l'incarico di secondo segretario al Ministero.
Nel 1938 fu inviato a Oslo e l'anno seguente venne promosso al ruolo di primo segretario. Nel 1943 fu mandato a Madrid, nel 1946 tornò al Ministero come capoufficio e fino al 1948 lavorò in qualità di relatore al dipartimento dell'Economia Pubblica.
Dal 1950 fu a Giacarta come incaricato d'affari e nel 1952 divenne plenipotenziario. Di conseguenza fu il primo diplomatico svedese a servire in Indonesia e in seguito venne succeduto da Malte Pripp. Fece da consigliere per la missione a Washington nel 1953 e tornò al Ministero in veste di capoufficio nel 1959. Dal 1960 fu ambasciatore a Rio de Janeiro, dove morì nel 1961 in un incidente stradale all'età di 52 anni.

## Discendenza
Carl Ludvig Douglas e Ottora Maria Haas-Heye ebbero due figli e due figlie:
- Gustaf Archibald Siegwart (Stoccolma, 3 marzo 1938 - 3 maggio 2023), sposò la baronessa Elisabeth von Essen (1941) il 20 agosto 1963 a Rydboholm ed ebbero due figli:[7][8]
  - Carl Fredrik Wilhelm Archibald (Lidingö, 5 maggio 1965), ha sposato Pauline Flach (1970) con cui ha avuto tre figli;[9]
  - Eric Gustav Philip James (Lidingö, 1⁰ maggio 1968), nel 2007 ha sposato Die Asplund (1964).[10]
- Elisabeth Christina (Stoccolma, 31 dicembre 1940), sposò civilmente il duca Max in Baviera (1937) il 10 gennaio 1967 a Kreuth e religiosamente a Monaco di Baviera il 24 gennaio.[11] Ebbero cinque figlie:
  - Sofia Elisabetta Maria Gabriella (1967), ha sposato Luigi del Liechtenstein (1968) nel 1993 e hanno avuto quattro figli;
  - Maria Carolina Edvige Eleonora (Monaco di Baviera, 23 giugno 1969), ha sposato con rito civile il duca Philipp von Württemberg (1964) il 27 luglio 1991 a Tegernsee e religiosamente il 28 luglio nel castello di Altshausen.[12] Hanno avuto quattro figli;[13]
  - Elena Eugenia Maria Donata Matilde (Monaco di Baviera, 6 maggio 1972);
  - Elisabetta Maria Carlotta Francesca (Monaco di Baviera, 4 ottobre 1973), ha sposato con rito civile Daniel Terberger (1967) il 30 dicembre 2003 presso il castello di Wildenwart e con cerimonia religiosa il 25 settembre 2004 a Tegernsee;[14]
  - Maria Anna Enrichetta Gabriella Giulia (Monaco di Baviera, 7 maggio 1975), sposò Klaus Runow (1964) l'8 settembre 2007 a Tegernsee e hanno avuto due figli, per poi divorziare.[15] In seconde nozze ha sposato il barone Andreas-Falk Hubertus von Maltzahn (1964) il 16 ottobre 2015 a Tegernsee.[15]
- Dagmar Rosita Astri Libertas (Madrid, 26 settembre 1943), sposò John Spencer-Churchill (1926-2014) il 20 maggio 1972, ma divorziarono nel maggio 2008.[16] Ebbero tre figli:[16]
  - Richard (nato e morto nel 1973);
  - Edward Albert Charles (1974), ha sposato Kimberley Hammerström (1985) con rito civile il 4 luglio 2018 e rito religioso il 7 luglio.[17] Hanno un figlio;[17]
  - Alexandra Elizabeth Mary (1977).
- Carl Philipp Morton (San Sebastián, 10 ottobre 1945), sposò Birgitta Blomstedt (1944) il 31 agosto 1968 a Stjärnorp per divorziare nel 1992.[9][18][19] Ebbero tre figli:[19]
  - Madeleine Ebba Birgitta Elisabeth (Solna, 15 aprile 1971), nel 2000 ha sposato Christopher Eckerberg (1971);[9]
  - Marie Alexandra Rosita Louise (Solna, 6 maggio 1972), nel 2002 sposò George David (1942), per poi divorziare nel 2008/2009.[9][20] Ha una figlia con Tim Moufarrige;[20]
  - Patrick Alexander Carl Gustaf Archibald Edward Philip (Solna, 9 novembre 1975), ha sposato Maria Nilsson (1975) il 12 giugno 2010 alla Djursholms Kapell e hanno due figlie.[9][21]

## Titoli e trattamento
- 26 luglio 1908 - 21 gennaio 1961: Conte Carl Ludvig Douglas

## Ascendenza
|                                |                       |                                                  | Genitori                       |  |  | Nonni |  |  | Bisnonni                    |  |  | Trisnonni       |  |
|                                |                       |                                                  |                                |  |  |       |  |  | Carl Israel Wilhelm Douglas |  |  | Vilhelm Douglas |  |
|                                |                       |                                                  |                                |  |  |       |  |  | Carl Israel Wilhelm Douglas |  |  | Vilhelm Douglas |  |
|                                |                       | Magdalena Lagerfelt                              |                                |  |  |       |  |  | Carl Israel Wilhelm Douglas |  |  |                 |  |
| Ludvig Douglas                 |                       |                                                  |                                |  |  |       |  |  | Carl Israel Wilhelm Douglas |  |  |                 |  |
|                                |                       | Louise Katharina von Langenstein und Gondelsheim | Luigi I di Baden               |  |  |       |  |  |                             |  |  |                 |  |
|                                |                       | Louise Katharina von Langenstein und Gondelsheim | Luigi I di Baden               |  |  |       |  |  |                             |  |  |                 |  |
|                                |                       | Louise Katharina von Langenstein und Gondelsheim | Katharina Werner               |  |  |       |  |  |                             |  |  |                 |  |
| Archibald Douglas              |                       | Louise Katharina von Langenstein und Gondelsheim |                                |  |  |       |  |  |                             |  |  |                 |  |
|                                |                       | Albert Ehrensvärd                                | Gustaf Ehrensvärd              |  |  |       |  |  |                             |  |  |                 |  |
|                                |                       | Albert Ehrensvärd                                | Gustaf Ehrensvärd              |  |  |       |  |  |                             |  |  |                 |  |
|                                |                       | Albert Ehrensvärd                                | Henriette Virginia Adlercreutz |  |  |       |  |  |                             |  |  |                 |  |
| Anna Louise Dorotea Ehrensvärd |                       | Albert Ehrensvärd                                |                                |  |  |       |  |  |                             |  |  |                 |  |
|                                |                       | Ingeborg Hedvig Vogt                             | Jørgen Herman Vogt             |  |  |       |  |  |                             |  |  |                 |  |
|                                |                       | Ingeborg Hedvig Vogt                             | Jørgen Herman Vogt             |  |  |       |  |  |                             |  |  |                 |  |
|                                |                       | Ingeborg Hedvig Vogt                             | Hedvig Lovisa Frölich          |  |  |       |  |  |                             |  |  |                 |  |
| Carl Ludvig Douglas            |                       | Ingeborg Hedvig Vogt                             |                                |  |  |       |  |  |                             |  |  |                 |  |
|                                | Lars Vilhelm Henschen | Wilhelm Peter Henschen                           |                                |  |  |       |  |  |                             |  |  |                 |  |
|                                | Lars Vilhelm Henschen | Wilhelm Peter Henschen                           |                                |  |  |       |  |  |                             |  |  |                 |  |
|                                | Lars Vilhelm Henschen | Anna Catharina Abelin                            |                                |  |  |       |  |  |                             |  |  |                 |  |
| Salomon Eberhard Henschen      | Lars Vilhelm Henschen |                                                  |                                |  |  |       |  |  |                             |  |  |                 |  |
|                                |                       | Augusta Munck af Rosenschöld                     | Johan Munck af Rosenschöld     |  |  |       |  |  |                             |  |  |                 |  |
|                                |                       | Augusta Munck af Rosenschöld                     | Johan Munck af Rosenschöld     |  |  |       |  |  |                             |  |  |                 |  |
|                                |                       | Augusta Munck af Rosenschöld                     | Rebecka Lemchen                |  |  |       |  |  |                             |  |  |                 |  |
| Astri Henschen                 |                       | Augusta Munck af Rosenschöld                     |                                |  |  |       |  |  |                             |  |  |                 |  |
|                                |                       | Anders Larsson Sandell                           | ...                            |  |  |       |  |  |                             |  |  |                 |  |
|                                |                       | Anders Larsson Sandell                           | ...                            |  |  |       |  |  |                             |  |  |                 |  |
|                                |                       | Anders Larsson Sandell                           | ...                            |  |  |       |  |  |                             |  |  |                 |  |
| Gerda Sandell                  |                       | Anders Larsson Sandell                           |                                |  |  |       |  |  |                             |  |  |                 |  |
|                                |                       | Charlotta Aurora Sjögren                         | Magnus Sjögren                 |  |  |       |  |  |                             |  |  |                 |  |
|                                |                       | Charlotta Aurora Sjögren                         | Magnus Sjögren                 |  |  |       |  |  |                             |  |  |                 |  |
|                                |                       | Charlotta Aurora Sjögren                         | Anna Helena Hörwall            |  |  |       |  |  |                             |  |  |                 |  |
|                                |                       | Charlotta Aurora Sjögren                         |                                |  |  |       |  |  |                             |  |  |                 |  |